# 越南国会大楼
越南国会大楼（越南语：／）是位于越南河內市胡志明纪念堂对面巴亭广场上的一座公共建筑。它於2009年10月12日开工建设，2014年10月20日竣工。越南國會在该建筑內召開會議。該建筑是四三〇事件後越南建造的最大、最复杂的办公楼。 越南国会大楼建筑面积63000平方米，高39米。该大楼可同时舉行80场会议。

## 外部鏈接
维基共享资源上的相關多媒體資源：越南国会大楼
- National Assembly House (Vietnamese)
- Web portal of the National Assembly office (Vietnamese) （页面存档备份，存于）